# Live in Seoul
Live in Seoul é um DVD da cantora canadense Avril Lavigne, gravado em Olympic Hall na cidade de Seoul em 11 de agosto de 2004, mas só lançado em outubro de 2009 no Brasil sob a liçenca da gravadora Sony BMG para a independente Coqueiro Verde Records. Foi lançado no mundo pela RCA, e seu repertório tem dos seus dois álbuns de estúdio Let Go e Under My Skin. Foram cantadas as músicas: "Complicated", "Sk8er Boi", "My Happy Ending", "Don't Tell Me" entre outras, além do cover de Bob Dylan, o "Knocking on Heaven’s Door". Todas as imagens e som estão em alta definição.

## Faixas
| Live in Seoul  |                             |                                     |         |  |
| N.º            | Título                      | Compositor(es)                      | Duração |  |
| 1.             | "Sk8er Boi"                 | Avril Lavigne/The Matrix            | 3:40    |  |
| 2.             | "He Wasn’t"                 | Avril Lavigne/Chantal Kreviazuk     | 3:00    |  |
| 3.             | "My Happy Ending"           | Avril Lavigne/Butch Walker          | 4:10    |  |
| 4.             | "Losing Grip"               | Avril Lavigne/Clif Magness          | 4:00    |  |
| 5.             | "Take Me Away"              | Avril Lavigne/Evan Taubenfeld       | 3:00    |  |
| 6.             | "Freak Out"                 | Avril Lavigne/Brann/Evan Taubenfeld | 3:20    |  |
| 7.             | "Nobody’s Fool"             | Avril Lavigne/P. Zizzo              | 3:60    |  |
| 8.             | "I'm with You"              | Avril Lavigne/The Matrix            | 3:50    |  |
| 9.             | "Forgotten"                 | Avril Lavigne/Kreviazuk             | 3:13    |  |
| 10.            | "Fall to Pieces"            | Avril Lavigne/Maida                 | 3:35    |  |
| 11.            | "Unwanted"                  | Avril Lavigne/Clif Magness          | 3:00    |  |
| 12.            | "Nobody’s Home"             | Avril Lavigne/Ben Moody             | 3:32    |  |
| 13.            | "Don’t Tell Me"             | Avril Lavigne/Evan Taubenfeld       | 3:30    |  |
| 14.            | "Complicated"               | Avril Lavigne/The Matrix            | 4:10    |  |
| 15.            | "Knocking on Heaven’s Door" | Bob Dylan                           |         |  |
| Duração total: | Duração total:              | Duração total:                      | 55 min  |  |

## Opinião da crítica
O site DVD Magazine especializado em resenhas de DVDs, disse que o show é despojado, e que as roupas que Avril Lavigne são bem simples, apenas calça jeans e camiseta, que é muito diferente dos DVDs lançados anteriormente. Disse também que as canções em destaque são "Sk8er Boi", pela animação da música e "Complicated" pelo bom desempenho apresentado no país onde foi gravado o concerto. E que no cover de Bob Dylan, "Knocking on Heaven´s Door", Lavigne tocou em um banquinho, somente com um instrumento, o violão. E encerra dizendo que a imagem e som ambas tem pouca qualidade.
O jornal O Globo, das Organizações Globo, fez críticas positivas do DVD de Avril, dizendo que ela estava vestido com seu visual típico, e que encantou aos adolescentes com um rock totalmente clichê e composições de uma garota inquieta e não submissa. E finaliza falando sobre o tempo de show que tem, e explica que é apenas rock’n’roll que os coreanos gostam muito.